# عایشه بنت ابراهیم دمشقی
عایشه بنت ابراهیم دمشقی (به‌نگارش و آوایش کهن: عائشه دمشقیّه) (۱۲۴۷ - ۱۳۱۸) (عایشه بنت ابراهیم بن احمد بن عثمان) بانوی محدّث شامی بود. اجازهٔ نقل روایت از بهاءالدین زهیر، نورالدین اسعردی و شهاب‌الدین تلعفری و دیگر علمای روزگارش داشت. شاگردانی بسیار در علم حدیث داشت و محدثی فاضل توصیف شده است.